# Administradoras de fondos de pensiones del Perú
Las administradoras de fondos de pensiones (AFP) de Perú son entidades financieras encargadas de gestionar los fondos de pensiones individuales. Operan bajo el sistema de capitalización individual, supervisado por la Superintendencia de Banca, Seguros y AFP (SBS).
Las entidades operan bajo el Sistema Privado de Pensiones (SPP), establecido en 1993 en el marco de una reforma económica neoliberal. Esta modalidad permite que las entidades participen invirtiendo en cuatro fondos que generan rentabilidad. A pesar de ello, el SPP ha enfrentado críticas a lo largo del tiempo relacionado con las pensiones insuficientes, la concentración del mercado y la limitada cobertura brindada por las AFP. Como resultado, se han presentado propuestas para reformar el sistema.
La rentabilidad de las AFP ha sido objeto de preocupación. Al principio, el sistema de AFP estaba orientado a un segmento acotado de trabajadores del sector formal con capacidad de realizar aportes.  Sin embargo, con el tiempo ha habido una concentración del mercado en unas pocas AFP, lo que ha afectado negativamente la rentabilidad de las contribuciones. Esta concentración ha sido amplificada por una supuesta falta de supervisión robusta por parte de la SBS. Además, el alto costo asumido por los afiliados es una preocupación. Si bien los costos operativos de las AFP han disminuido, estas reducciones no se han visto reflejadas en los costos cobrados a los usuarios.
En términos de cobertura, el SPP peruano es el más bajo de América Latina, incluso por debajo de algunas naciones menos desarrolladas. La distribución de prestaciones ha retrocedido entre 1999 y 2001, lo que ha llevado a una disminución significativa en el porcentaje de personas mayores empobrecidas que reciben pensiones. Según IDL-Reporteros, uno de cada dos aportantes son trabajadores de la Lima Metropolitana.

## Historia
El gobierno de Alberto Fujimori implementó el Sistema Privado de Pensiones (SPP) en 1991, tras la autorización del Congreso Constituyente Democrático. Esta medida separó al Instituto Peruano de Seguridad Social de su rol exclusivo como administrador de pensiones.
El marco legal del SPP se estableció mediante el Decreto Ley n.º 25897, promulgado en 1992. El sistema comprende Administradoras Privadas de Fondos de Pensiones (AFP), que son entidades encargadas de gestionar e invertir los fondos de jubilación provenientes de los afiliados del sector privado.
El sistema se basó en el modelo de las administradoras de fondos en Chile y cuenta con tres características: administración privada, libre competencia y capitalización individual y propiedad privada sobre los fondos.
En junio de 1993, iniciaron operaciones ocho Administradoras de Fondos de Pensiones (AFP):
- Horizonte (filial de BBVA (Perú). vendida en 2013 a AFP Integra (50%) y Profuturo (50%).)[17]
- Integra
- Profuturo
- Nueva Vida (absorbida por AFP Providencia en 1995)[18]
- Unión (en colaboración con el grupo Romero, absorbida por Prima AFP en 2006)[19]
- El Roble (absorbida por Profuturo AFP en 1995)[18]
- Providencia (absorbida por Prima AFP en 2006)[18]
- Megafondo (absorbida por AFP Horizonte en 1995)[18]

El mismo año 1993 se creó la Asociación de AFP. 

### Propuestas y modificaciones
Durante la promulgación de las AFP, se propusieron varios cambios para la administración por parte de las empresas.
En 2001, el Banco Central de Reserva del Perú (BCRP) sugirió un aumento del límite de inversión extranjera (7.5 %) para la adquisición de «bonos Brady». En 2004, el BCRP redujo el límite máximo permitido de inversión extranjera del 20 % al 10.5 %, lo que suscitó controversia. Posteriormente, en 2011, mediante una modificación legislativa aprobada por el Congreso, el límite se incrementó al 50 %.
En 2007, se estableció una normativa que permitía desafiliarse de las AFP y transferir los fondos acumulados a la Oficina de Normalización Previsional (ONP).
En 2012, se promulgó una reforma que reajustó la estructura de comisiones cobradas por las administradoras en el contexto del SPP. Esta reforma generó objeciones por parte de las entidades implicadas en el SPP y provocó cierta incertidumbre en la población debido a la opción de elegir entre una comisión por flujo únicamente (en referencia al salario) o un modelo mixto (incluyendo un pago por saldo). Este modelo mixto siguió vigente hasta 2022. Concomitantemente, el partido político Fuerza Popular interpuso una impugnación ante el Tribunal Constitucional contra la Ley de Reforma del Sistema Privado de Pensiones, alegando su inconstitucionalidad.En 2010, el Poder Judicial dictó una orden de aprehensión contra Carlos Boloña, imputado por presunto peculado durante su gestión en las administradoras de fondos de pensiones. En 2012, se dispuso el embargo de sus bienes.
Para finales de 2012, AFP Habitat operó los fondos desde 2013 hasta 2015.
En 2021, Keiko Fujimori propuso establecer un período de gracia para los fondos de pensiones de las administradoras de fondos, luego de que Pedro Castillo reclamara la falta de atención de las empresas a la población vulnerable. En 2022, Castillo, ya como presidente, anunció la extensión del sistema de AFP para abarcar a los trabajadores informales, con el objetivo de incorporar a 12 millones de empleados informales.
En 2023, el Ministerio de Economía y Finanzas propuso el Nuevo Sistema Previsional Peruano para universalizar la pensión para toda persona que trabaje en el sector público, privado e independiente. Esta reforma tuvo como meta limitar el retiro anticipado del 95.5 %, así como las medidas extraordinarias que se dieron en 2020 tras su aprobación por el Congreso de la República, y en su lugar ordenar su restitución. Adicionalmente, los afiliados solo podrán retirar cuando se busca cubrir sus necesidades sanitarias e hipotecarias.
En 2023 se estableció la ley de pensiones mínimas (Ley n.º 31670), que es voluntaria y se puede realizar en cualquier momento. El afiliado establecerá la cuantía mínima de la pensión, que no podrá ser inferior a la cesta básica de consumo (determinada por el INEI), siempre y cuando haya acumulado una cantidad determinada de dinero exigida por el fondo de pensiones.

### Reforma de 2024
En 2024, el partido Fuerza Popular presentó un proyecto de ley que planteaba establecer nuevos criterios para las AFP. El primero de ellos fue el establecimiento de una pensión por consumo, en el que una pequeña porción de las compras (1 %) se destinará a los fondos con un límite de S/ 412 por año para quienes tienen más ingresos. La condición es que las compras, con un máximo de S/ 700 cada una, deben contar con boletas de venta electrónicas. No se tendrán en cuenta las facturas usadas para reducir el impuesto sobre la renta. Esta medida, fuertemente promocionada por el partido político, ha sido calificada como única en el mundo por el economista Alonso Segura.
Además del primero, se establecieron en el proyecto una pensión mínima (siempre que se hayan realizado 240 aportes sin retirar ni un solo sol), una comisión de desempeño y la supuesta apertura a la competencia. Esta reforma buscaba aplicarse incluso a trabajadores independientes, que deberán aportar un porcentaje de sus ingresos.
El proyecto generó críticas, incluida las de la congresista Sigrid Bazán, responsable de la Comisión de Trabajo. En junio de 2024, se aprobó el proyecto, que incluyó la prohibición de retirar dinero a afiliados menores de 40 años al momento de promulgar la ley. Con esa aprobación, tanto la AFP como la ONP formarán parte del Sistema Integral Previsional Peruano, por lo que la persona que cambie de ONP a AFP perderá todo el dinero aportado anteriormente.

## Gestión de fondos
En general, las AFP llevan cuatro tipos de fondos previsionales numerados (0, 1, 2 y 3) que se recopilan por separado. La rentabilidad de los cuatro grupos se trabaja en función de las acciones que se invierten hacia las empresas, y cuyos usuarios cambian de fondo en función de su edad laboral. La legislación permitió que se destine el 10 % de los últimos fondos y el 20 % del fondo inicial para inversiones a empresas privadas. Al año 2021, los cuatro fondos suman 132 000 millones de soles para 8.2 millones de afiliados.
| Num. | Nombre                 | Edad sugerida (SBS) | Distribución              | Ren. nom. | Notas                                |
| ---- | ---------------------- | ------------------- | ------------------------- | --------- | ------------------------------------ |
| 0    | Protección de capital  | Desde 65 años       | 100 % renta fija          | 2 %       | Incorporada en 2012                  |
| 1    | Fondo de preservación  | 60 años-65 años     | 90 % fija y 10 % variable | 16 %      |                                      |
| 2    | Fondo de uso mixto     | 45 años-60 años     | 55 % fija y 45 % variable | 25 %      |                                      |
| 3    | Apreciación de capital | Hasta 45 años       | 20 % fija y 80 % variable | 37 %      | Inestable frente a crisis financiera |

Un informe del Banco Mundial en 2004 señaló sus altos ingresos. Según el informe, entre 1996 y 2002 su tasa anual fue de 29.7 % en promedio, mientras que su rentabilidad fue de 38.8 %. En cambio, la Asociación de AFP afirmó que entre 1993 y 2016 fue de un 12.25 %. El Banco  Central de Reserva indicó en 2023 que el retorno anual de las AFP (8.2 %) es mayor que la tasa de interés de un banco promedio (5.1 %).

### Obtención del dinero
Para la obtención de dinero, en el caso de los fondos con fines previsionales, cada mes se descuenta de sus ingresos mensuales:
- El 10 % del aporte obligatorio que se destina al fondo de pensiones,
- La comisión elegida por el afiliado (sueldo o saldo, que varía por empresa de fondos),
- Un porcentaje destinado al seguro de vida.

En promedio, para 2005 se adoptó una comisión del 13 % del salario mensual. La reforma de 2012 modificó esta modalidad, permitiendo a los afiliados seleccionar el tipo de cotización (sueldo o saldo) según el peso que las empresas administradoras tuvieran en la determinación de sus ingresos a lo largo de los años laborales. Subsecuentemente, en 2022, la Superintendencia de Banca, Seguros y AFP estableció que la cotización se determina por defecto sobre el saldo del afiliado.

### Uso del dinero
Durante el periodo de aportación, el dinero de los fondos se destina a estrategias de inversión decididas por cada institución, que regresarán a los fondos originales con una tasa de rentabilidad. Esta inversión comprende a bonos corporativos y gubernamentales, fondos mutuos, depósitos a plazo, acciones y fondos de inversión. La economista Claudia Cooper indicó que el 11 % de los fondos de las AFP se invierten en la Bolsa de Valores de Lima.

### Pensión
La pensión otorgada por las administradoras de fondos de pensiones se recibe durante la etapa de jubilación. En caso de fallecimiento del afiliado, el dinero acumulado se transmite a sus beneficiarios.
En 2014, las administradoras ofrecían una pensión mensual promedio de 800 soles, proyectada para una esperanza de vida de 110 años. De acuerdo con la Asociación Peruana de Empresas de Seguros (2022), la pensión mensual alcanzaría los 1000 soles para los afiliados que hayan aportado un monto mínimo de 180 000 soles a lo largo de su vida laboral. En 2024, la profesora de economía de la Universidad del Pacífico Noelia Bernal señaló que para la pensión mensual de 2000 soles se requería de 400 a 500 mil soles de ahorro. La pensión mensual se reduce a medida que la persona vive más años o la cobra un familiar, de tal forma que no se reciba el 100 % del total aportado.

### Fondos no previsionales
Además de los fondos previsionales, existen fondos no previsionales, accesibles únicamente para quienes llevan afiliados al menos cinco años. En 2021, se autorizaron los aportes voluntarios a través de una cuenta independiente. Esta medida beneficia a los clientes que desean destinar parte de su saldo a una cuenta con una rentabilidad aproximada del 10 %.

## Actuales administradoras de fondos de pensiones
| Nombre        | Propietario                                            | Com. flujo | Com. saldo | Capital en Custodia (En millones de Soles) | Participación en el mercado | Afiliados |
| ------------- | ------------------------------------------------------ | ---------- | ---------- | ------------------------------------------ | --------------------------- | --------- |
| AFP Integra   | Grupo Sura                                             | 1.55 %     | 0.78 %     | 44.469                                     | 36.21%                      | 4.589.801 |
| Prima AFP     | Banco de Crédito del Perú                              | 1.60 %     | 1.25 %     | 36.851                                     | 30.01%                      | 2.341.348 |
| Profuturo AFP | Scotiabank (Perú)                                      | 1.69 %     | 1.20 %     | 26.349                                     | 21.46%                      | 1.723.184 |
| AFP Habitat   | Prudential Financial Cámara Chilena de la Construcción | 1.47 %     | 1.25 %     | 15.136                                     | 12.33%                      | 1.023.077 |

## Controversias
La implementación de los fondos de pensiones generó controversia por su condición de alternativa al sistema estatal con presuntos mayores rendimientos.  Una evaluación del Banco Mundial sobre las AFP en 2004 concluyó que, desde el punto de vista de los afiliados, el nuevo sistema privado es el más costoso de la región y uno de los menos eficientes. Otra evaluación de la Organización Internacional del Trabajo de 2023 confirmó que los jubilados reciben en general una tasa de reemplazo del 34.2 % (en promedio, casi una tercera parte de su salario), mucho menos que el porcentaje recomendado por la organización. Según Ojo Público, el 99 % de los afiliados que llegan a la edad de jubilación prefieren no recibir una prestación mensual, sino retirar todo su dinero.
Las empresas han recibido reclamaciones de varios usuarios, pero solo el 0.1 % de ellas han sido procesadas y multadas con éxito. La infracción más común por la que fueron procesadas corresponde a «exceder los límites y sublímites máximos de inversión establecidos en la normatividad vigente cuando los excesos sean imputables».
En 2023, el congresista Américo Gonza propuso la disolución de las administradoras. Una de las razones es la deuda de 22 000 millones de soles por 750 000 procesos judiciales.

### Falta de transparencia en el uso del dinero
La gestión de los fondos ha suscitado críticas por su falta de transparencia, ya que los trabajadores afiliados no tienen claro  los detalles sobre la administración de sus contribuciones. Se sabe, sin revelar detalles, que algunas las aportaciones benefician a empresas del mismo grupo corporativo al que pertenecen los fondos. Por ejemplo, en 2020 el 30 % de las acciones de Alicorp provienen de los fondos pensionarios y , en 2025, el 1 % de los bonos de la filial peruana de Telefónica también eran de los mismos. Entre 2014 y 2018, las administradoras compraron bonos por valor de cientos de millones de soles de InRetail Shopping Malls de Intercorp.
Además, según el portal Sudaca, se ha discutido el concepto de «comisiones fantasma», sugiriendo que una parte de los aportes se destina a fondos mutuos o alternativos fuera del país. Alberto Fujimori habría prometido en 1999 que el dinero no iba a salir del territorio peruano.
En 2025, se estableció que los usuarios pueden desafiliarse de los fondos de las AFP cuando exista una falta de información. Esta decisión se basó en una sentencia de 2007 contra Profuturo. El derecho a la información se basa en el artículo 65 de la Constitución.

### Retiros parciales de los fondos de las AFP
Desde 2020, el Congreso implementó medidas excepcionales para permitir retiros parciales por parte de los aportantes. El analista y economista César Zamora Vento observó que la mayoría de las solicitudes de retiros se destinaban al pago de deudas bancarias. Durante el proceso, hubo inconvenientes en el proceso de desembolsar el dinero. Posteriormente, la ministra de Trabajo de Chile, María José Zaldívar, expresó su descontento con las personas que retiraron sus fondos presuntamente para adquirir televisores de pantalla ancha.
En la sesión de 2024, 81 de los 97 congresistas que aprobaron el  séptimo retiro de fondos estaban afiliados a alguna AFP.